# Kalembak
Kalembak is een bestuurslaag in het regentschap Serdang Bedagai van de provincie Noord-Sumatra, Indonesië. Kalembak telt 388 inwoners (volkstelling 2010).